# در بزن و در باز خواهد شد
در بزن و در باز خواهد شد (Thattungal Thirakkappadum) یک فیلم هیجان انگیز هندی به زبان تامیل محصول ۱۹۶۶ به کارگردانی جی پی چاندرابابو است. ساویتری گانش، کی آر ویجایا، شوبا (شناخته شده به عنوان بیبی ماهالاکشمی)، چاندرابابو و منوهار در این فیلم ایفای نقش می‌کنند.
موسیقی توسط ام اس ویسواناتان ساخته شده و شعر توسط کاناداسان نوشته شده است.

## بازیگران
- ساویتری گانش در نقش میناکشی
- KR Vijaya در نقش Geetha
- بیبی ماهالکشمی در نقش دختر میناکشی
- جی پی چاندرابابو در نقش آدایکالام[۷]
- منوهار در نقش شانکار
- AVM راجان به عنوان دکتر
- چو به عنوان وکیل
- MRR Vasu به عنوان خدمتکار